# Sân bay quốc tế Quần đảo Marshall
Sân bay quốc tế Quần đảo Marshall (IATA: MAJ, ICAO: PKMJ, FAA LID: MAJ), cũng gọi là Sân bay quốc tế Amata Kabua, là một sân bay ở Majuro, thủ đô của Cộng hòa Quần đảo Marshall. Sân bay này được xây dựng sau thế chiến II (1943) và thay thế một sân bay nằm trên khu vực san hô tại đảo Dalop (cuối phía đông đảo Majuro) được xây dựng bởi người Nhật đang chiếm đóng (và tù nhân của họ) vào năm 1942. , 

Một loạt các cấu trúc tầng đơn (các hanger nhỏ) tạo thành nhà ga sân bay. Không có cấu trúc vật lý tồn tại ở sân bay trước thập niên 1970. Cơ cấu nhà ga hiện tại và đường băng hiện/sân đỗ hiện đại đã được xây dựng vào năm 1971   Hành khách từ các chuyến bay đến sân bay này sử dụng các cầu thang sử dụng sân bay để ra khỏi máy bay và đi bộ đến nhà ga.
Sân bay này có khả năng xử lý tất cả các máy bay cánh quạt đẩy, động cơ cánh quạt, máy bay phản lực công vụ và giữa máy bay phản lực cỡ vừa và nhỏ (ví dụ, Boeing 737, Boeing 727), nhưng nó có thể phục vụ Boeing 767.